# Linda Koo
Linda Chih-ling Koo (* 1954 in Thailand) ist eine chinesische Krebsepidemiologin und ehemalige Lektorin an der Universität Hongkong.

## Forschungsarbeit
Linda Chih-ling Koo ist bekannt für ihre Studien im Zusammenhang mit Innenraumluftverschmutzung, Ernährung und Lungenkrebs in China. Diese Studien beinhalteten auch das Erforschen einer Verbindung zwischen Passivrauchen und Lungenkrebs, wobei sie jedoch keinen Zusammenhang entdeckte. Sie wurde für ihre Kontakte zur Tabakindustrie kritisiert. Sie ging davon aus, dass Lungenkrebs durch Faktoren in der Ernährung ausgeht. Das machte sie für die Tabakindustrie interessant. Kritisiert wurde sie vor allem, da die Tabakindustrie dank ihrer Ergebnisse andere Störfaktoren als Auslöser für Lungenkrebs angab. 1989 schrieb der Covington & Burling-Anwalt John Rupp in einem vertraulichen Memo: „Wir haben wieder ein produktives, kontinuierliches Arbeitsverhältnis mit Dr. Linda Koo aufgebaut, die die herausragendste ETS Wissenschaftlerin in ganz Asien ist. Obwohl Dr. Koo […] es sich nicht leisten kann, unserer Gruppe formal beizutreten, sollte die Möglichkeit sich mit ihr zu beraten erhebliche Gewinne erzielen.“ Sowohl Linda Koo als auch die Tabakindustrie haben daraufhin geantwortet, dass sie niemals als bezahlte Beraterin für die Tabakindustrie agiert habe.
1992 wurde Linda Koos Kollege, Lam Tai-hing, schuldig befunden, Koos Fragebogen plagiiert zu haben, den sie mit ihrem Kollegen, John Ho zur Erforschung von Lungenkrebs unter weiblichen, chinesischen Nichtrauchern ausgearbeitet hatte. Das Urteil wurde im Folgejahr vom Berufungsgericht aufrechterhalten, wonach die Universität schließlich ankündigte, dass der Fall von einem Universitätsausschuss untersucht werde. Der Ausschuss fand, dass Lam Tai-hing nicht des "beschämenden oder unehrlichen" Verhaltens schuldig sei. Ein Urteil, das Linda Koo und John Ho ein Jahr später anfochten. Am 24. Oktober 1995 wies die Universität diese Anfechtung ab.